# Stefan Kölsch
Stefan Kölsch (* 7. Juli 1968 in Wichita Falls) ist ein deutsch-amerikanisch-norwegischer Psychologe und Neurowissenschaftler.

## Werdegang
Stefan Kölsch studierte Instrumental- und Vokalmusik an der Hochschule für Künste Bremen und Psychologie sowie Soziologie an der Universität Leipzig. Er erwarb 1994 die künstlerische Reifeprüfung, 1998 das Diplom in Psychologie und 2000 das Diplom in Soziologie. Mit seiner am Max-Planck-Institut für Kognitions- und Neurowissenschaften erstellten Arbeit Brain and Music: A contribution to the investigation of central auditory processing with a new electrophysiological approach wurde er 2000 an der Universität Leipzig zum Dr. rer. nat. promoviert. Nach einem Aufenthalt als Postdoktorand an der Harvard Medical School leitete er die von der Max-Planck-Gesellschaft initiierte selbständige Nachwuchsgruppe Neurocognition of Music (Neurokognition der Musik). 2004 habilitierte sich Stefan Kölsch an der Universität Leipzig im Fach Psychologie.
2006 wurde Stefan Kölsch als Senior Lecturer an die University of Sussex berufen, wo er in den Bereichen kognitive und affektive Neurowissenschaft, biologische Psychologie und Musikpsychologie forschte und lehrte. 2010 folgte er einem Ruf der Freien Universität Berlin auf eine Universitätsprofessur für die Fachgebiete Musikpsychologie und Neurowissenschaft im Exzellenzcluster Languages of Emotion. Seit 2015 ist er Professor für biologische Psychologie, medizinische Psychologie und Musikpsychologie an der Universität Bergen (Norwegen), an die er im Rahmen des norwegischen Spitzenforscher-Programms (Toppforskprogrammet) berufen wurde.

## Forschung
Stefan Kölschs Forschungsschwerpunkte liegen in den Bereichen Wahrnehmung, Aufmerksamkeit, Arbeitsgedächtnis, Emotion, Musiktherapie und Persönlichkeit. In seinen Forschungen kommt er zu dem Schluss, dass die neuronalen Prozesse der Musik- und Sprachverarbeitung zu einem erheblichen Teil identisch sind und dass die Aktivität jeder Hirnstruktur, die eine kausale Rolle für die Entstehung von Emotionen hat, durch Musik beeinflusst werden kann. Letzteres hat wichtige Bedeutung für den therapeutischen Nutzen von Musik, da zahlreiche chronische somatische, psychiatrische und neurologische Erkrankungen bzw. Störungen mit funktionellen Auffälligkeiten bzw. Dysbalancen dieser Hirnstrukturen in Zusammenhang gebracht worden sind.

## Veröffentlichungen
- 2019: Good Vibrations – Die heilende Kraft der Musik,[13] Ullstein Berlin, ISBN Hardcover 9783550050527, ePub 9783843720502, Taschenbuch (2020) 13 9783548062426
- 2022: Die dunkle Seite des Gehirns : wie wir unser Unterbewusstes überlisten und negative Gedankenschleifen ausschalten. Ullstein 2022. ISBN 978-3-86493-196-3.